# Доржиева, Балдама Тугжиевна
Балдама́ Тугжи́евна Доржи́ева (1919—2009) — чабан совхоза «Эрдэм» Мухоршибирского района Бурятской АССР, депутат Верховного Совета Бурятии (1963), Герой Социалистического Труда (1959).

## Биография
Родилась 2 мая 1919 года в улусе Байрдаша на территории современного Мухоршибирского района Бурятии. Воспитывалась в приёмной семье.
После окончания средней школы начала работать продавцом в магазине родного улуса. В годы Великой Отечественной войны работала секретарём сельского совета, в 1943 году вступила в ряды ВКП(б).
С 1951 года трудится чабаном в колхозе имени Молотова. Её отара состояла из овец тонкорунной породы, которых завезли в Бурятию из Ставропольского края. Благодаря труду Доржиевой эта порода прижилась в суровом климате республики.
Доржиева первой в Бурятии применила метод зимнего окота. Это позволяло получить более здоровое потомство ягнят, которые, к тому же, могли дать шерсть уже осенью. В 1959 году смогла получить 150 ягнят от 100 овцематок. В том же году за выдающиеся заслуги в овцеводстве Указом Президиума Верховного Совета СССР от 25 декабря Балдама Тугжиевна Доржиева была удостоена звания Героя Социалистического Труда.
В 1963 года была избрана депутатом Верховного Совета Бурятской АССР.
На заслуженный отдых вышла в 1969 году. Ушла из жизни в 2009 году.

## Награды и звания
- Герой Социалистического Труда (1959)
- Орден Ленина (1959)

## Память
В селе Бом Мухоршибирского района проходит турнир по вольной борьбе, посвящённый памяти Балдамы Тугжиевны Доржиевой.